# Neff
Příjmení Neff (Neffová) nosí více různých osobností:
- Jan Neff (1832–1905) – podnikatel a mecenáš, děd Vladimíra a praděd Ondřeje
- David Neff (* 1970) – fotograf, syn Ondřeje Neffa
- Ondřej Neff (* 1945) – novinář, spisovatel a fotograf, syn Vladimíra, Janův pravnuk
- Vladimír Neff (1909–1983) – překladatel, scenárista a spisovatel, otec Ondřeje, Janův vnuk

## Distribuce
- Neff Archivováno 18. 12. 2014 na Wayback Machine. (Švýcarsko), Neff Archivováno 18. 12. 2014 na Wayback Machine. (Německo)
- Näff Archivováno 10. 7. 2020 na Wayback Machine., Naeff Archivováno 18. 12. 2014 na Wayback Machine. (Švýcarsko)

- Nef Archivováno 18. 12. 2014 na Wayback Machine. (Švýcarsko), Neff Archivováno 18. 12. 2014 na Wayback Machine. (Německo)
- Näf Archivováno 18. 12. 2014 na Wayback Machine., Naef Archivováno 18. 12. 2014 na Wayback Machine. (Švýcarsko), Näf Archivováno 18. 12. 2014 na Wayback Machine. (Německo)
- Neffe Archivováno 18. 12. 2014 na Wayback Machine. (Německo)